# Guillermo Mulero
Guillermo Mulero (Madrid, 8 de mayo de 1997) es un jugador de baloncesto profesional español que mide 1,91 metros y juega de alero. Actualmente pertenece a la plantilla del Club Melilla Baloncesto de la Liga LEB Oro.

## Trayectoria
Guillermo se formó en las categorías inferiores del CB Julián Besteiro en el que jugó desde 2005 a 2008 y en el CB Ciudad de Móstoles, donde permaneció durante cinco temporadas.
En 2013, ingresa en la cantera del Real Madrid Baloncesto para jugar en la categoría Cadete A y tras varias temporadas en el conjunto madrileño, llegó a jugar en su equipo de Liga EBA durante la temporada 2015-16.
En la temporada siguiente firma por el Baloncesto Fuenlabrada para jugar en su filial de Liga EBA. 
En la temporada 2017-18, firma por el Óbila Club de Basket de la Liga LEB Plata, en el que juega dos temporadas.
En la temporada 2019-20, firma por el Real Murcia Baloncesto de la Liga LEB Plata, con el que logra el ascenso a la Liga LEB Oro.
En la temporada 2020-21, firma por el Aquimisa Carbajosa de la Liga LEB Plata.
En la temporada 2021-22, llega al Clínica Ponferrada CDP de la Liga LEB Plata.
El 10 de noviembre de 2022, se hace oficial su fichaje por el Club Melilla Baloncesto, equipo de LEB Oro española.

## Selección nacional
En verano de 2022, logró la consecución de la medalla de oro con la selección española sub-20 en el EuroBasket Sub-20, disputado en Montenegro, con unos promedios de 10 puntos y 2,4 rebotes para 11 de valoración.